# Ângelo Guido
Pour les articles homonymes, voir Guido.
Angelo Guido Gnocchi, mieux connu sous le nom Ângelo Guido (Crémone, 10 octobre 1893 - Pelotas, 9 décembre 1969) est un peintre, sculpteur, graveur, écrivain et critique d'art Italiano-brésilien.
Vers 1900, il commence ses études au Lycée des Arts et Métiers de São Paulo . En 1912, il décore le Salão Nobre de l'Instituto Histórico e Geográfico, à Salvador . Deux ans plus tard, il s'installe à Santos, après avoir travaillé comme critique d'art dans le journal A Tribuna de Santos. En 1922, il expose avec Benedito Calixto .
Il s'installe à Porto Alegre en 1925, où il écrit des critiques d'art pour le journal Diário de Notícias. En 1935, il participe à l'exposition du centenaire de Farroupilha . L'année suivante, il est nommé professeur d' histoire de l'art à l'École des arts récemment fondée à Rio Grande do Sul, dont il est le directeur entre 1959 et 1962 . En reconnaissance de son travail, il reçoit le titre de professeur émérite à sa retraite .

## Prix et honneurs
- Il reçoit des prix au Salão de Belas-Artes du Rio Grande do Sul en 1940 et 1953 .
- En 1952, il reçoit du gouvernement italien la Stella Della Solidarietá Italiana, pour les services rendus à la culture brésilienne .
- En 1952, il reçoit la médaille d'or Imperatriz Leopoldina, pour les services rendus à la culture brésilienne.